# Filip Liljeson

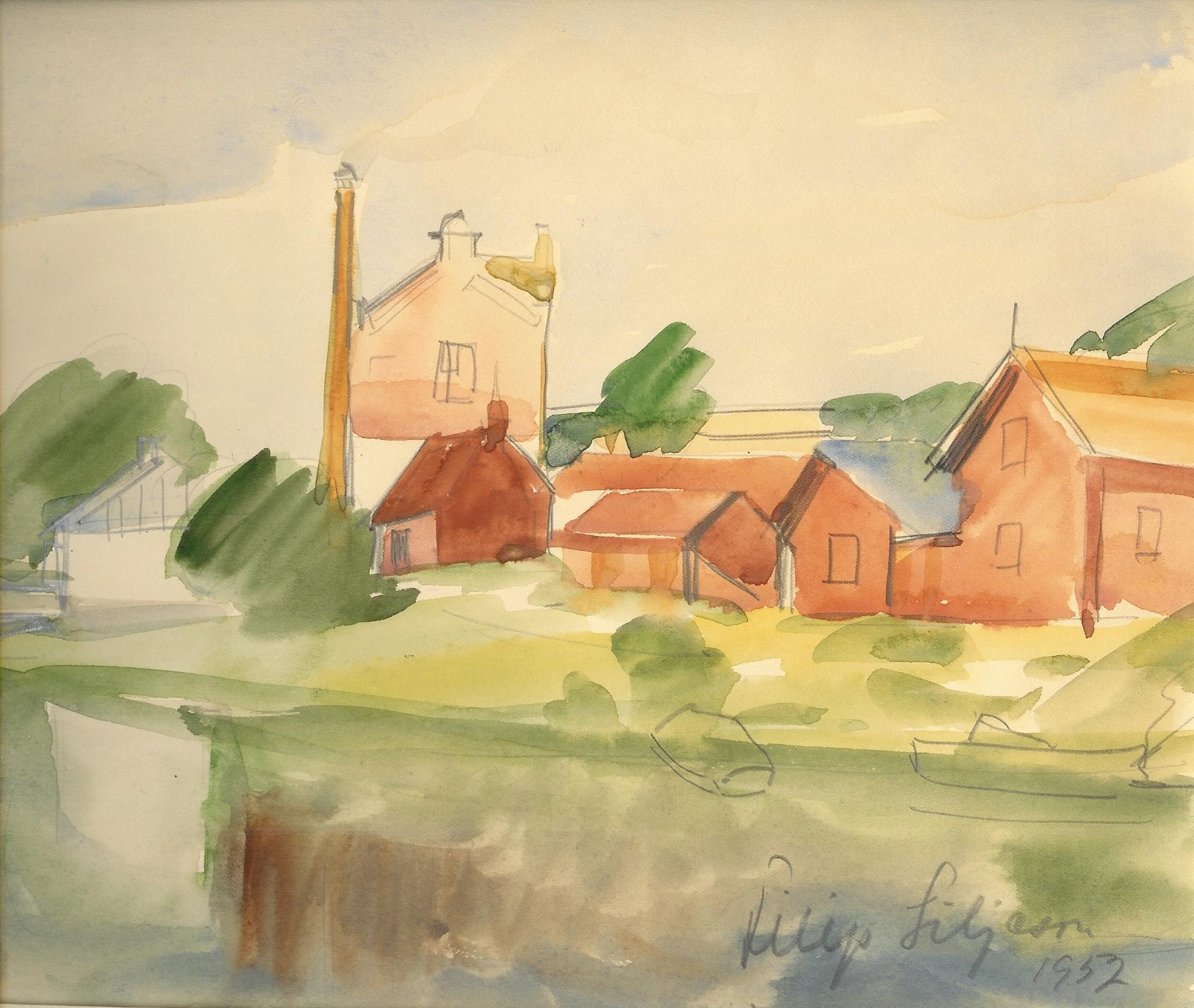
Akvarell av Filip Liljeson. Privat ägo

Karl Axel Filip Liljeson, född 15 november 1910 i Lundstorp, Grebo församling, Östergötlands län, död 13 november 1983 i Motala församling, Östergötlands län, var en svensk konstnär. 
Han utbildade sig vid Konstakademien och gick i lära hos Otte Sköld i Stockholm 1933-1939. Han har företagit studieresor till Frankrike 1937, Marocko 1947 samt Spanien 1952. Han har medverkat i Östgöta konstförenings samlingsutställningar och ställt ut separat i Motala, Norrlöping och Borås 1948. Bland hans offentliga uppdrag märks en väggmålning i Godegårds kommunalhus.
Han tilldelades Olof Grafströms stipendium 1936. Liljeson konst består av figurmåleri, stilleben, landskap i olja och akvarell.
Filip Liljeson finns representerad vid Statens Historiska museum med en oljemålning.